# بورجو إيمرسوي
بورجو إيمرسوي (بالتركية: Burcu Esmersoy)‏ هي مذيعة وعارضة أزياء وملكة جمال وممثلة تركية ولدت في يوم 2 أكتوبر 1976 في مدينة إسطنبول. مثلت في البداية تركيا في مسابقة ملكة جمال الأمم في سنة 1997 في اليابان. وثم بدأت عملها كمذيعة وفازت بجائزة الفراشة الذهيسة كأفضل مذيعة في سنة 2013. مثلت أيضاً أدوار صغيرة في بعص المسلسلات والأفلام واشتركت في مسابقة الرقص مع النجوم. تتقن التكلم باللغتين الإنجليزية والإيطالية.